# Bill Reid (Künstler)

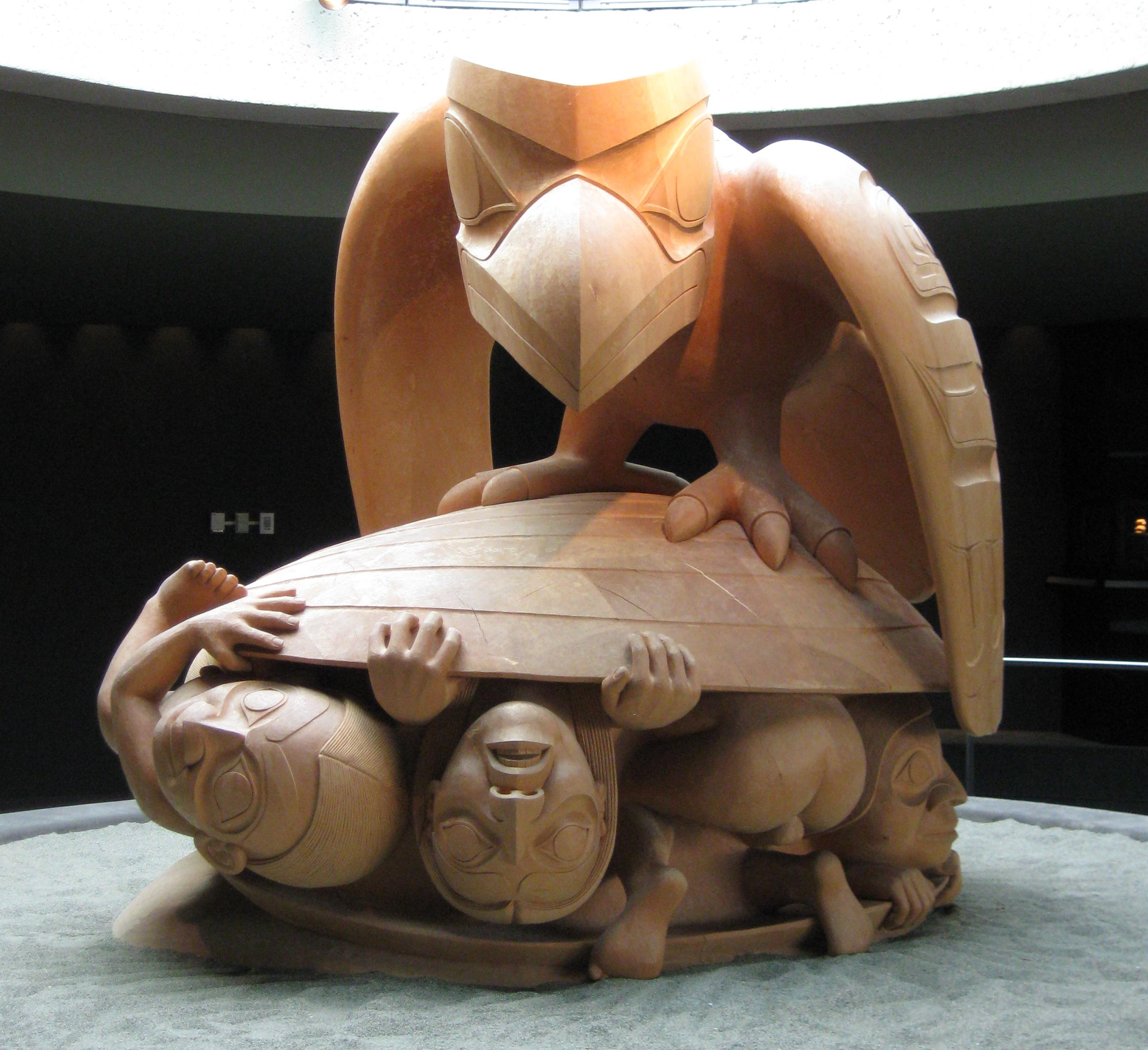
Die 1980 erstmals ausgestellte Skulptur „Raven and the first Men“, die heute im Museum of Anthropology der University of British Columbia steht. Es versinnbildlicht die Haida-Legende vom Raben, der die ersten Menschen in einer Muschel am Strand von Rose Spit auf Haida Gwaii entdeckt.

Bill Reid, OBC (eigentlich William Ronald Reid; * 12. Januar 1920 in Victoria; † 13. März 1998) war ein kanadischer Künstler, der von europäischen Einflüssen geprägt die Kunst der Haida weiterentwickelte. Sein Vater hatte deutsche und schottische Vorfahren, seine Mutter gehörte den Haida an. Großen Einfluss hatte dabei der Vater seiner Mutter, der gleichfalls den Haida angehörte. Er hatte wiederum bei dem Haida-Künstler Charles Edenshaw gelernt. Einen gewissen Einfluss übte auch Mungo Martin aus, der zehn Tage lang mit Reid zusammenarbeitete.

## Biografie

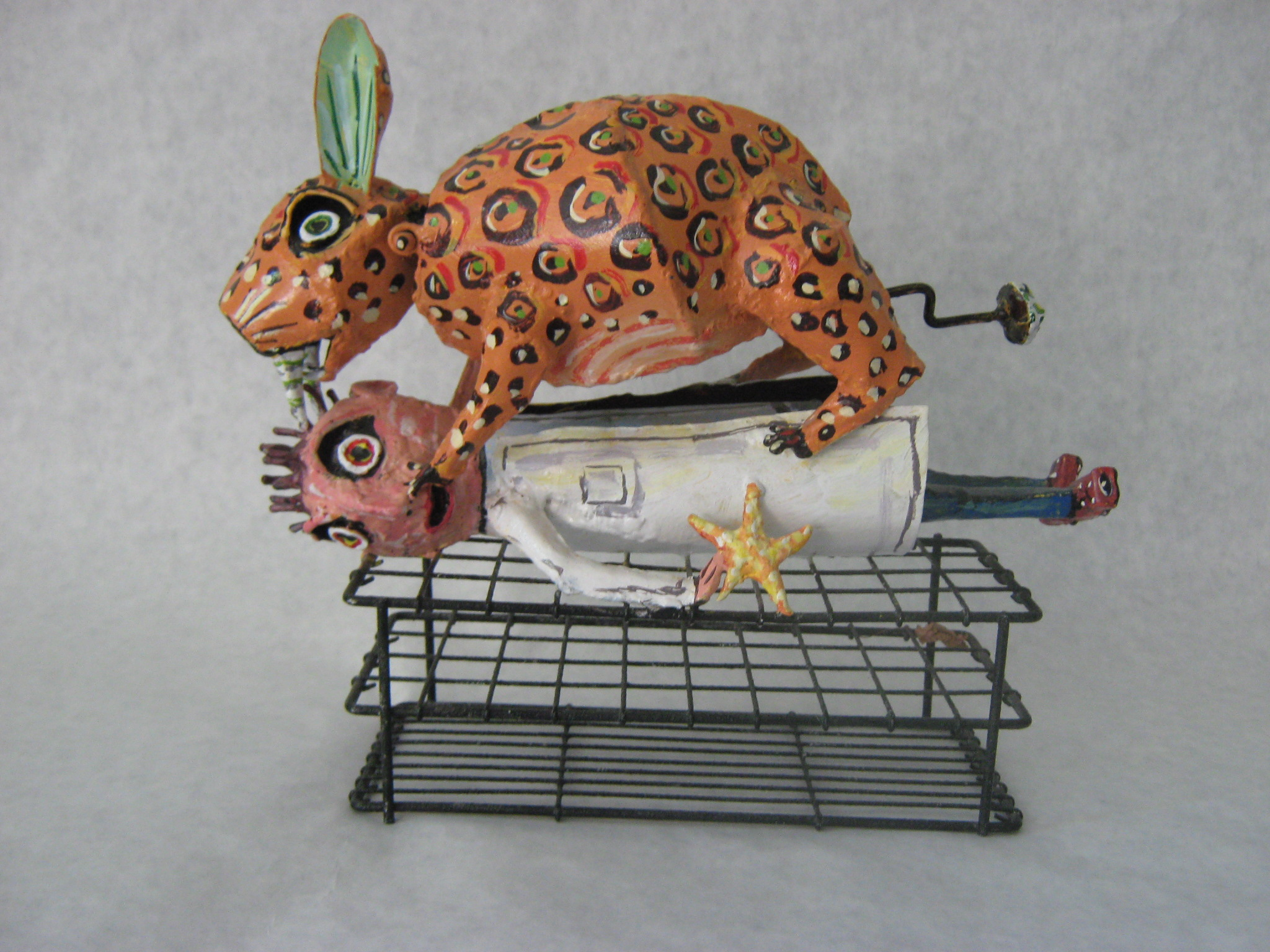
Von Tipus Tiger inspirierte Skulptur Reids

In Toronto arbeitete Reid als Radiosprecher, kehrte jedoch 1951 nach British Columbia zurück. In Vancouver förderte er die Erhaltung von Totempfählen, beschäftigte sich mit Edenshaws Kunst und arbeitete bei der Rekonstruktion eines Dorfes durch die völkerkundliche Abteilung der Universität (Museum of Anthropology) mit.
Reid verband traditionelle Formen mit Materialien wie Edelmetallen und Argilliten. Dabei begann er mit Schmuck und wagte sich bald an größere Skulpturen in Bronze und Holz bestimmter heimischer Baumarten, vor allem des Riesen-Lebensbaums und der Nootka-Zypresse (Callitropsis nootkatensis). Dabei bezog er sich auf die Mythologie der pazifischen Nordwestküste.
Im Zuge einer Gesetzesänderung, die den Kindern indianischer Mütter gestattete, als Indianer im Sinne des Indianergesetzes (Indian Act) anerkannt zu werden, stellte Reid einen entsprechenden Antrag. Damit war er, obwohl ursprünglich nur die Kinder indianischer Väter Anspruch darauf hatten, auch formal als Indianer anerkannt.

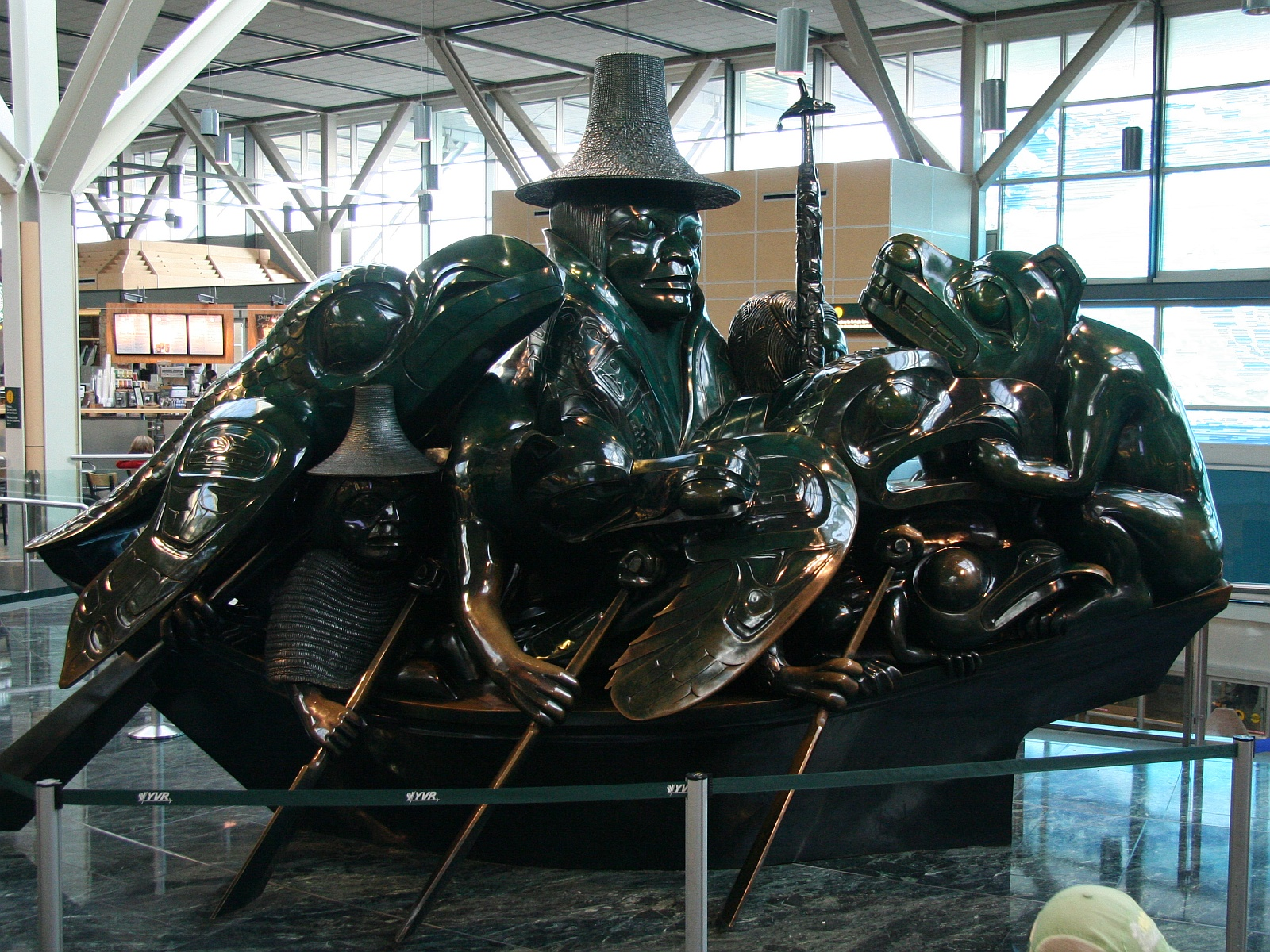
Spirit of Haida Gwaii, the Jade Canoe

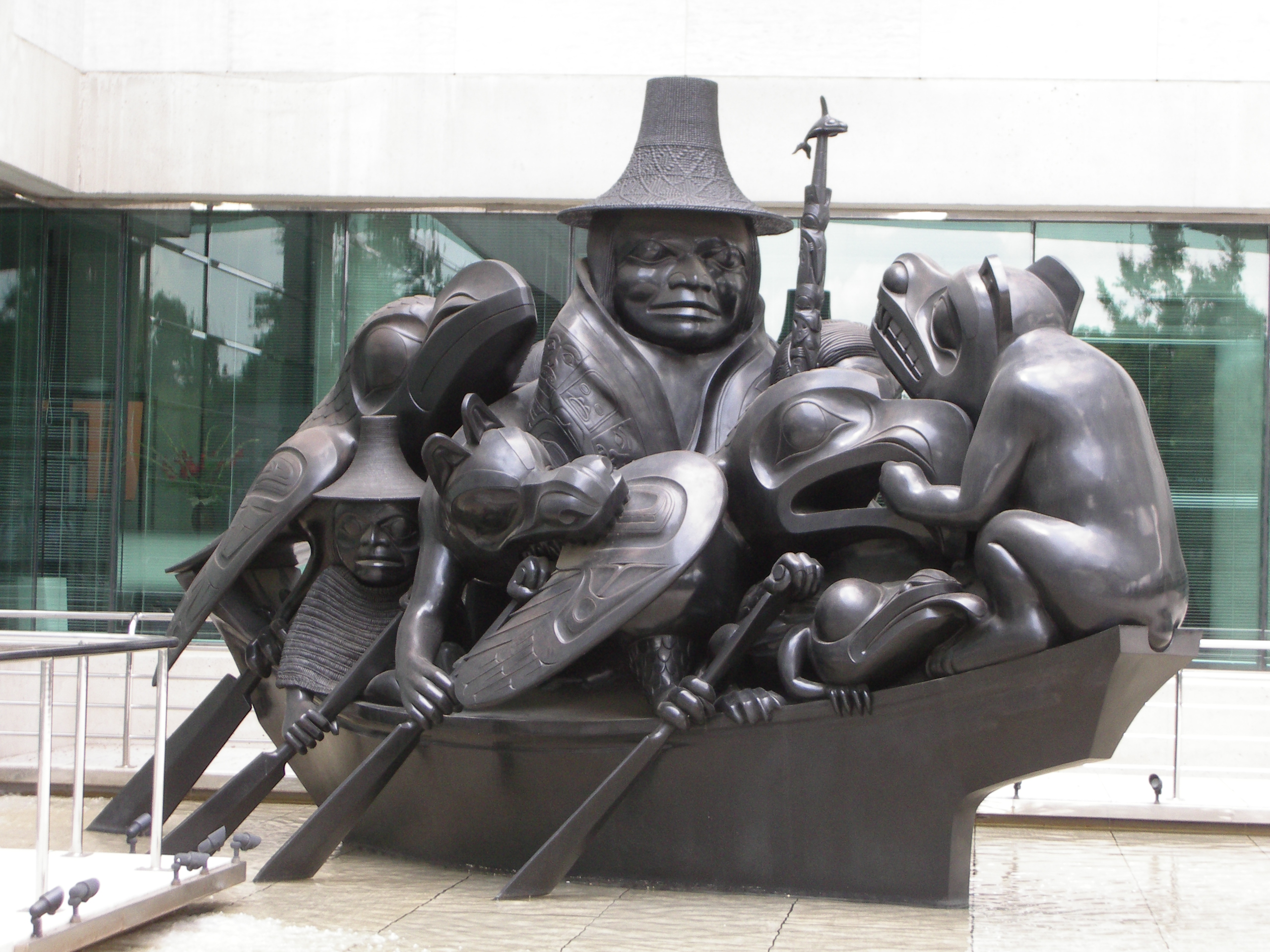
Spirit of Haida Gwaii, the Black Canoe

Zu seinen bekanntesten Werken gehören unter anderen zwei große Bronzeskulpturen, deren eine in der kanadischen Botschaft in Washington, D.C. steht, die andere im Flughafen von Vancouver. Erstere, in Schwarz gestaltet, wurde unter dem Namen The Spirit of Haida Gwaii, der Geist der Queen-Charlotte-Inseln, die in der Sprache der Haida Haida Gwaii heißen, bekannt. Das andere ist bekannt als The Jade Canoe, das Jade-Kanu, ein grünes Kunstwerk. Die beiden sollen das Erbe der Haida symbolisieren, da das Kanu verschiedene mythologisch wichtige Figuren transportieren. Ein anderes wichtiges Werk ist die, in einer extra errichteten Rotunde des Museum of Anthropology, ausgestellte Skulptur The Raven and the First Men. Das aus Nootka-Scheinzypresse geschnitzte Werk zeigt den Schöpfungsmythos der Haida.
Reid betätigte sich politisch beim Schutz des späteren Gwaii-Haanas-Nationalparks auf dem südlichen Moresby Island, das zu den Queen-Charlotte-Inseln gehört. Auch unterbrach er die Arbeit, als die Abholzung des dortigen Regenwalds beginnen sollte.
Reid erhielt 1994 einen Preis für Verdienste um die Kultur der Ureinwohner, den National Aboriginal Achievement Award, und wurde Mitglied des Order of British Columbia. 
Er starb 1998 an Parkinson. Im Juli ruderten Freunde Reids Leichnam in einem Kanu, das er selbst für die Expo 86 geschnitzt hatte, nach Tanu Island im Haida Gwaii, wo das Dorf seiner Mutter gestanden hatte.
Die kanadische 20-Dollar-Note der „Canadian Journey Series“ aus dem Jahr 2004 trägt auf der Rückseite in groß ein Abbild des Spirit of Haida Gwaii sowie in klein des The Raven and the First Men.

## Familie
Die Ehefrau Bill Reids, Martine Jeanne Reid, gab ein Buch mit den Erinnerungen ihrer Großmutter, einer Matriarchin der Kwakwaka'wakw heraus und verfasste Bilderbücher mit Mythen der Haida.

## Film
- Jack Long: Bill Reid, 1979, 45 Min. 50 Sek.